# Marcatura degli acidi nucleici
La marcatura degli acidi nucleici è una tecnica per ritrovare determinati frammenti di catene di acidi nucleici (DNA o RNA).
La marcatura si utilizza in processi come la creazione di organismi transgenici.
Generalmente questa tecnica sfrutta la radioattività degli isotopi di alcuni atomi che compongono gli acidi nucleici come il fosforo (gruppo fosfato).